# Heinz Gauly

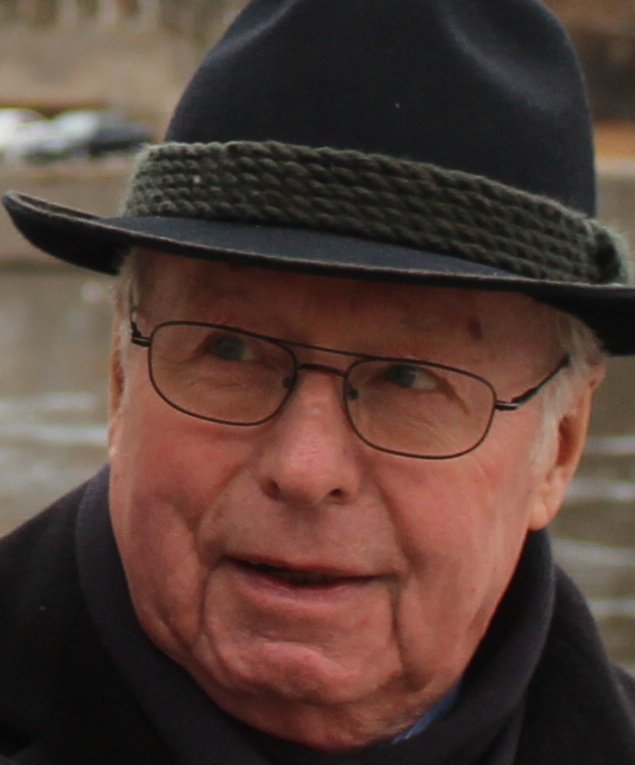
Heinz Gauly (2011)

Heinz Gauly (* 28. September 1931 in Würzburg; † 26. Juni 2024) war ein deutscher Archivar, Historiograph und Autor.

## Leben
In seiner Geburtsstadt Würzburg besuchte Gauly zunächst das humanistische Gymnasium und machte dann eine Ausbildung zum Industrie- und Verwaltungskaufmann. Anschließend war er mehrere Jahre in der Industrie im Ein- und Verkauf tätig. Er leitete 30 Jahre lang die Verwaltung des Bischöflichen Priesterseminars sowie der Martinus-Bibliothek und Archiv des Bistums Mainz. Außerdem übernahm er die geschäftsführende Verwaltung des „Päpstlichen Werkes für geistliche Berufe“ (PWB) in der Diözese Mainz.
Mit Beginn seines Ruhestandes im Herbst 1994 verlegte er seinen Wohnsitz nach Salz (Unterfranken) bei Bad Neustadt an der Saale. Fünf Jahre später gründete er dort den „Arbeitskreis Sälzer Geschichte“ und wurde zugleich dessen Vorsitzender. Gauly war Mitglied des Vereins „Freunde Mainfränkischer Kunst und Geschichte“ in Würzburg, der „Archäologischen Arbeitsgemeinschaft Rhön-Grabfeld“ und des Vereins „Pfälzisch-Rheinische Familienkunde“ in Ludwigshafen am Rhein. In seinem Heimatort war Gauly Archivar der Pfarrei Salz-Mariä Himmelfahrt.
Am  26. Juni 2024 verstarb Heinz Gauly im Alter von 92 Jahren.

## Werke
- Die Gauly-Sippe – Familiengeschichtliches aus der Zeit um 1700 bis 1850 – „Von Schwaben in die Pfalz“. Selbstverlag, Mainz 1984.
- Die Gauly-Sippe – Familiengeschichtliches aus Pfalz und Elsaß „Das Knechtische Hausbuch“. Selbstverlag, Mainz 1986.
- Die Gauly-Sippe – Familiengeschichtliches aus Pfalz und Elsaß „Die Rheinzaberner Gaulys“. Selbstverlag, Mainz 1988.
- Die Nöth-Sippe – Markus Nöth, seine Vorfahren und Nachkommen. Selbstverlag, Mainz 1989.
- Die Einwanderung der schwäbischen Gaule in die Pfalz und ihre Zeit. Selbstverlag, Mainz, 1990.
- Geschichte der Eisenerden-Grube zu Oberebersbach nach Dr. Pickel, Würzburg 1837, Selbstverlag, Mainz 1991.
- Die Gaule-Sippe – „Woher nach Allmendingen“. Selbstverlag, Mainz 1992.
- Schmitt Oberebersbach – Die Entdecker- und Gründergeneration der Oberebersbacher Ockergrube – Ihre Vorfahren und Nachkommen. Selbstverlag, Mainz 1992.
- Die Nöth-Sippe – Michael Nöth „Der Müller von der Salzpfortenmühle“. Selbstverlag, Mainz 1992.
- Die Nöth-Sippe – Michael Nöth „Der Müller von der Salzpfortenmühle“. Selbstverlag, 2. Auflage, Mainz 1992.
- Die Ersterwähnung Obererthals im Spiegel von Urkunden und Literatur. Selbstverlag, 2 Auflagen, Mainz 1993.
- Obererthal. Eine Filialkirche der Pfarrei Thulba und ihre Seelsorger. Selbstverlag, Obererthal 1997.

## Auszeichnungen
- Martinus-Medaille
- Ehrenbürger der Gemeinde Salz[3]
- Ehrenamtspreis des Landkreises Rhön-Grabfeld
- Pius-Keller-Medaille